# Mócsy Ildikó
Mócsy Ildikó (Kolozsvár, 1943. október 15. –) romániai magyar természettudományi író, fizikus, tudományos főkutató, egyetemi docens. Mócsy László (1925–2003) jogász felesége.

## Élete és munkássága
Édesapja Demeter Dezső újságíró, a Kolozsvári Állami Magyar Színház aligazgatója volt.
Szülővárosában érettségizett (1961), a Babeș–Bolyai Tudományegyetem fizika karán, az elektromossági szakon szerzett diplomát (1967). A kolozsvári Közegészségügyi és Orvosi Kutató Intézet sugárhigiéniai laboratóriumának főkutató fizikusa, az Indoor Air International  tudományos világszervezet egyedüli tagja Romániából.
Első írását a román 0Igiena folyóirat közölte (1969). Kutatási tárgyköre a talaj radioaktivitása és a sugárzás biológiai hatása. Közlései a Clujul Medical, Radiologia, Igiena, Studii și Cercetări de Fizică szakfolyóiratokban, a Caiet Metodologic 1976-os és 1985-ös füzeteiben, valamint az 1987-, 1988- és 1989-es Simpozion-kötetekben jelentek meg. Írásaival szerepel az 1975-ös amszterdami IRPA Kongresszus, a kanadai Radiation Protection Dosymetry (1984), az Indoor Air Quality berlini (1987) és kanadai (1990) köteteiben, valamint a La Santé Publique (1987) és a Revue de Physique (1990) francia szaklapokban. Ismeretterjesztő írásaival magyarul A Hét, a TETT és az 1989-es Korunk Évkönyv hasábjain találkozunk.
2002-ben létrehozta a Sapientia Erdélyi Magyar Tudományegyetem környezettudományi szakát, melynek 2010-ig – nyugdíjba vonulásáig – volt tanszékvezetője, docense.

## Tagságok, tudományos fokozat
- 2001–2002 Nukleáris Nemzeti Bizottság által kinevezett szakértő
- 2000-től a MTA határon túli köztestületi tag
- 1994-ben PhD. Bukarest, Atomkutató Intézet, “A talaj természetes és mesterséges radioaktivitása okozta külső dózis” (“Doza externa datorata radioactivitii naturale si artificiale a solului"),[2]

## Kitüntetések, elismerések
- 2007. évi Sugárvédelmi Emlékérem, Eötvös L. Tudományos Társaság, Magyarország
- 2008. Emléklap, hozzájárulásért, a Sapientia Erdélyi Magyar Tudományegyetem kolozsvári Természettudományi és Művészeti Karának megalapításához,
- 2011. “Diploma of Excelence”, Gherorghe Benga Alapítvány adományozta
- 2011.  Alapító oklevél, mint a Sapientia Erdélyi Magyar Tudományegyetem Csíkszeredai Kar biomérnöki szakának alapító tagja,
- 2013  Magyar Érdemrend tisztikeresztje [3]
- 2013  Herman Ottó-díj [4]